# Steve Mahre
Steven "Steve" Mahre, född 10 maj 1957 i Yakima, Washington, är en amerikansk före detta alpin skidåkare. Han är tvillingbror till Phil Mahre, Steve är 4 minuter yngre.

## Karriär
Steve Mahre tog silver i slalom vid vinter-OS i Sarajevo 1984, efter Phil Mahre. Han tog guld i storslalom vid VM i Schladming 1982. Som bäst kom han trea i den totala världscupen 1982. Bröderna Mahre avslutade sina skidkarriärer efter säsongen 1984. Steve Mahre tog totalt 9 världscupsegrar.